# 日本の山塊一覧 (高さ順)
日本の山塊一覧（にほんのさんかいいちらん）は、尾根を車道によって隔てられていない山を同一の山塊と見た場合の、標高順のランキングである。ただし、極端に標高の高い車道は人為度の高さから山塊を区切る目安に用いない。
- 日本の主要な山塊のランキング

| 順位 | 山名・山脈名                          | 標高(m) | 位置                                                              | 尾根にある車道峠                 |
| ---- | ------------------------------------- | ------- | ----------------------------------------------------------------- | -------------------------------- |
| 1    | 富士山                                | 3,776   | 静岡･山梨の県境                                                   |                                  |
| 2    | 南アルプス、赤石山脈                  | 3,193   | 長野･静岡･山梨の県境付近                                          |                                  |
| 3    | 北アルプス、飛騨山脈                  | 3,190   | 長野と富山の県境はすべて飛騨山脈、加えて岐阜･長野の県境の北部一帯 |                                  |
| 4    | 御嶽山                                | 3,067   | 岐阜･長野の県境                                                   | 長峰峠 (1,350m)、野麦峠 (1,672m) |
| 5    | 乗鞍岳剣ヶ峰                          | 3,026   | 岐阜･長野の県境、北アルプス南端                                   | 安房峠 (1,790m)、野麦峠 (1,672m) |
| 6    | 甲斐駒ヶ岳                            | 2,967   | 山梨･長野の県境、南アルプス北端                                   | 北沢峠 (2,030m)                  |
| 7    | 中央アルプス、木曽山脈                | 2,956   | 長野南部                                                          |                                  |
| 8    | 八ヶ岳                                | 2,899   | 山梨･長野の県境                                                   | 麦草峠 (2,127m)                  |
| 9    | 白山                                  | 2,702   | 石川･福井･岐阜の県境                                              |                                  |
| 10   | 奥秩父山塊、北奥千丈岳                | 2,601   | 長野･山梨･埼玉の県境付近                                          | 大弛峠 (2,360m)                  |
| 11   | 日光白根山、燧ケ岳 - 志賀高原裏岩菅山 | 2,578   | 群馬北部から県外へ抜ける道路はすべてトンネル                      | 渋峠 (2,172m)                    |
| 12   | 浅間山                                | 2,568   | 群馬･長野の県境                                                   |                                  |
| 13   | 蓼科山                                | 2,530   | 長野県中部東                                                      | 麦草峠 (2,127m)                  |
| 14   | 男体山                                | 2,486   | 栃木県北西部                                                      |                                  |
| 15   | 女峰山                                | 2,483   | 栃木県北西部                                                      |                                  |
| 16   | 妙高山火打山高妻山                    | 2,462   | 新潟･長野の県境                                                   |                                  |
| 17   | 鉢盛山                                | 2,446   | 長野県中部                                                        | 鉢盛峠 (1,860m)                  |
| 18   | 四阿山                                | 2,354   | 群馬･長野の県境                                                   | 鳥居峠 (1,362m)、万座峠 (1,830m) |
| 19   | 経ヶ岳                                | 2,296   | 長野県中部                                                        | 権兵衛峠 (1,530m)                |
| 20   | 大雪山旭岳                            | 2,290   | 北海道中央部                                                      |                                  |
| 21   | 鳥海山                                | 2,236   | 山形･秋田の県境                                                   |                                  |

- 燧ケ岳(2,356m)から日光白根山までは、尾根づたいに車道に出ることなく歩いていけるので同一の山塊としている。
- 火打山から高妻山までの尾根の途中には、広域地図では乙見山峠 (1,510m) があるように見えるが、詳細地図では小さなトンネルがあるようであり、尾根が貫通しているとする。
- 乗鞍岳には山頂付近にまで乗鞍スカイラインが通じており、山を南北に二分しているが、例外的に一体の山塊とする。もし二分して考えるならば、北側の山頂は大黒岳 (2,772m)。
- 奥秩父山塊の主峰近傍には、大弛峠 (2,360m)があり、日本最高標高の一般車道が山塊を東西に2分しているが、例外的に一体の山塊として考える。もし二分して考えるならば、西側の山頂は金峰山 (2,599m)。